# مقاطعة بجستان
مقاطعة بجستان (بالفارسية: شهرستان بجستان) هي مقاطعة تقع في إيران في خراسان رضوي. يقدر عدد سكانها بـ 29,495 نسمة .